# Bageshwar
Bageshwar es una ciudad y municipio situada en el distrito de Bageshwar,  en el estado de Uttarakhand (India). Su población es de 9079 habitantes (2011). Se encuentra en la confluencia de los ríos Sarayu y Gomati, a 470 km de Nueva Delhi y a 332 km de la capital del estado, Dehradun.

## Demografía
Según el censo de 2011 la población de Bageshwar era de 9079 habitantes, de los cuales 4711 eran hombres y 4368 eran mujeres. Bageshwar tiene una tasa media de alfabetización del 90,74%, superior a la media estatal del 78,82%: la alfabetización masculina es del 95,12%, y la alfabetización femenina del 86,06%.

## Clima
| Parámetros climáticos promedio de Bageshwar, India | Parámetros climáticos promedio de Bageshwar, India | Parámetros climáticos promedio de Bageshwar, India | Parámetros climáticos promedio de Bageshwar, India | Parámetros climáticos promedio de Bageshwar, India | Parámetros climáticos promedio de Bageshwar, India | Parámetros climáticos promedio de Bageshwar, India | Parámetros climáticos promedio de Bageshwar, India | Parámetros climáticos promedio de Bageshwar, India | Parámetros climáticos promedio de Bageshwar, India | Parámetros climáticos promedio de Bageshwar, India | Parámetros climáticos promedio de Bageshwar, India | Parámetros climáticos promedio de Bageshwar, India | Parámetros climáticos promedio de Bageshwar, India |
| Mes                                                | Ene.                                               | Feb.                                               | Mar.                                               | Abr.                                               | May.                                               | Jun.                                               | Jul.                                               | Ago.                                               | Sep.                                               | Oct.                                               | Nov.                                               | Dic.                                               | Anual                                              |
| -------------------------------------------------- | -------------------------------------------------- | -------------------------------------------------- | -------------------------------------------------- | -------------------------------------------------- | -------------------------------------------------- | -------------------------------------------------- | -------------------------------------------------- | -------------------------------------------------- | -------------------------------------------------- | -------------------------------------------------- | -------------------------------------------------- | -------------------------------------------------- | -------------------------------------------------- |
| Temp. máx. media (°C)                              | 17.2                                               | 19.5                                               | 25.0                                               | 30.7                                               | 33.7                                               | 32.9                                               | 29.4                                               | 28.9                                               | 28.7                                               | 27.4                                               | 23.6                                               | 19.1                                               | 26.4                                               |
| Temp. media (°C)                                   | 11.0                                               | 13.1                                               | 18.1                                               | 23.6                                               | 26.8                                               | 27.4                                               | 25.4                                               | 26.8                                               | 24.2                                               | 21.3                                               | 16.8                                               | 12.7                                               | 20.5                                               |
| Temp. mín. media (°C)                              | 4.9                                                | 6.7                                                | 11.2                                               | 16.5                                               | 19.8                                               | 21.8                                               | 21.5                                               | 21.3                                               | 19.8                                               | 15.2                                               | 10.0                                               | 6.3                                                | 14.6                                               |
| Precipitación total (mm)                           | 32.9                                               | 35.1                                               | 30.1                                               | 24.4                                               | 43.7                                               | 157.0                                              | 328.9                                              | 328.2                                              | 178.4                                              | 42.5                                               | 6.0                                                | 13.6                                               | 1220.8                                             |
| Días de precipitaciones (≥ )                       | 2.7                                                | 2.9                                                | 2.8                                                | 2.1                                                | 3.0                                                | 8.1                                                | 14.2                                               | 15.3                                               | 8.3                                                | 2.3                                                | 0.8                                                | 1.1                                                | 63.6                                               |
| Fuente: Weatherbase                                |                                                    |                                                    |                                                    |                                                    |                                                    |                                                    |                                                    |                                                    |                                                    |                                                    |                                                    |                                                    |                                                    |